# Max Havelaar
Max Havelaar är en skönlitterär bok författad av Eduard Douwes Dekker år 1860 under pseudonymen Multatuli. 
Den väckte stort uppseende i Nederländerna och blev och översatt till många språk. Romanen är i hög grad självbiografisk. Som ett försvar för sitt eget agerande skildrar Dekker där den infödda befolkningens liv på Java och holländarnas egennytta och utsugningssystem i Nederländska Ostindien. Romanen bygger i stora delar på officiella akter och egna dagböcker, och filmatiserades 1978 av holländaren Fons Rademakers. Rutger Hauer hade en tidig roll i filmen, som spelades in på plats i indonesiska Bogor. Filmen, som hade svensk premiär först 1982, vann det danska Bodilpriset 1981 för Bästa Europeiska Film åt regissören.

## Utgåvor på svenska
- 1902 – Max Havelaar, översatt av Petrus Hedberg
- 1945 – ingår i Modern världslitteratur : de levande mästerverken. 22, översatt av Petrus Hedberg
- 1979 – Max Havelaar eller Nederländska handelskompaniets kaffeauktioner, översatt av Ingrid Wikén Bonde. ISBN 91-7486-044-5